# Неймышев, Алексей Павлович
Не́ймышев Алексе́й Па́влович (род. 11 марта 1982, Ленинград, РСФСР, СССР) — российский киноактер, продюсер, музыкант, предприниматель, спортсмен. Снимался в фильмах «Отец и сын», «Александра», «Фауст», учредитель фонда «Александр» и компании «Neymaxx multimedia», продюсер более 10 кинокартин.   

## Ранние годы. Образование
Родился в Ленинграде в 1982 году в семье военного. Во второй половине 1980-х семья переезжает в Камышин. В 1999 году окончил 4-ю общеобразовательную школу Камышина и в 2000 году поступил в петербургский Военный институт физической культуры. Через 4 года перевелся в Санкт-Петербургскую государственную академию физической культуры имени П. Ф. Лесгафта. В 2010 году с отличием окончил магистерскую программу «Предпринимательство и управление компании»(MBA) в Российской академии народного хозяйства и государственной службы при Президенте Российской Федерации. 

## Спортивная карьера
С 7 лет начал заниматься футболом, сначала в местной команде «Сокол», а в 1998 году дебютировал в основном составе клуба «Ротор Камышин». Неоднократно побеждал в первенстве Волгоградской области по футболу и признавался лучшим игроком различных турниров юношеской лиги России. С 2001 по 2005 год был в футбольной системе клуба «Зенит».

## Карьера в кино
В 2003 году Алексей Неймышев (ещё будучи курсантом ВИФК) сыграл главную роль в фильме «Отец и сын» режиссера Александра Сокурова. Премьера картины состоялась 23 мая 2003 года на 56-го Каннском кинофестивале, где она была награждена премией Международной федерации кинокритиков (ФИПРЕССИ). Лента получила положительные отзывы критиков, Андрей Плахов в журнале «Искусство кино» отметил:
Ни один из каннских показов Сокурова за все эти годы не был провальным. Так и «Отец и сын»: он вызвал беспокойство, возможно, недоумение, но не оставил равнодушным, скорее заинтриговал. Сквозь размытый сюжет, неактерскую пластику персонажей и надсадные диалоги пробивались напряжение человеческой плоти, нервная игра цветов и оттенков, музыка неясных эмоций, тоска косноязычия.
Некоторые критики особо подчёркивали, что главные роли в фильме сыграли непрофессиональные актёры:
На главные роли приглашены непрофессиональные актеры. И если Алексей Неймышев - Сын более или менее органичен, то Андрей Щетинин в роли Отца выглядит абсолютно беспомощно.
Сам Сокуров так объяснил подбор актёрского состава:
Поведение героев должно быть здесь не актерским, а человеческим. Отца на экране «проживает» Андрей Щетинин, продюсер культурных программ. А сын - Алексей Неймышев, он действительно курсант одного из военных институтов. Кстати, очень хочу поблагодарить за всемерное содействие в съемках начальника этого института генерал-майора Александра Владимировича Левшина. В основном я доволен результатом.
Впоследствии Алексей Неймышев снимался и в других картинах Сокурова — «Александра» и «Фауст». В 2009 году принял участие в документальном проекте «Читаем блокадную книгу»(в проекте участвовал и сын Алексея Неймышева — Лев).
В 2019 году сыграл главную роль в короткометражном фильме «Элизиум». Режиссёр картины Гия Кереселидзе дал следующую характеристику Неймышеву:
Или Алексей Неймышев, который снялся в фильме Elizium. Он тоже не актер (хотя до этого снялся в трех фильмах Александра Сокурова), но мы с ним сразу почувствовали, что находимся в одном измерении. К съемкам Алексей подошел вполне профессионально: например, ему семь часов пришлось лежать в молоке, и если сначала молоко было теплым, то потом остыло, но он не жаловался.

## Продюсер
Является продюсером более 10 картин. Знаковым событием стала реставрация и выпуск на экраны фильма Александра Сокурова «И ничего больше» («Союзники»)    Доктор исторических наук, главный научный сотрудник СПбИИ РАН, Юлия Кантор отметила:
Снятую в 1985 году на Ленинградской студии документальных фильмов ленту, забракованную советской цензурой, он снял с полки в преддверии Дня Победы, чтобы в зал пришла «неслучайная публика». Собственно, документальным этот фильм, несмотря на насыщенность уникальным материалом хроники, назвать трудно: он совершенно авторский, отчетливо субъективный. Он - рефлексия неравнодушного интеллектуала. Зрителю, наблюдающему за творчеством Сокурова, благодаря этой запоздавшей на четверть века премьере, захватывающе интересно «прокрутить» в обратном направлении и «хронику» этой его рефлексии: так становится ясно, из чего родились, как задумывались «Телец», «Молох», «Солнце». В этом фильме очень много музыки, минимум слов и лица, лица, лица.
.
В декабре 2024 года состоялась премьера документального фильма «Эрнест» о спортивном журналисте Эрнесте Серебренникове, генеральным продюсером которого был Алексей Неймышев.  Картина получила положительные отзывы, главный редактор «Спорта день за днём» Иван Жидков писал:
«Эрнест» многоголосен. О Серебренникове говорят исключительно близкие люди, хоть по родству (сын Михаил – главная роль), хоть по духу (Геннадий Орлов, Александр Бельский, Вадим Сомов, Михаил Новицкий и другие). А сам Александр Сокуров назвал характер Эрнеста «народным», без малейшей связи с пафосом, ассоциирующимся с известным столичным спортивным брендом.
.

## Фонд «Александр»
В 2011 году Алексей Неймышев учредил Фонд поддержки культуры, искусства и образования «Александр», при поддержке которого было реализовано несколько проектов, в том числе:
- Всероссийский конкурс проектов молодых художников «Nova Art»[17] [18] [19] [20];
- Археологические раскопки в Ираке (при участии Института археологии РАН, Института восточных рукописей РАН, Института востоковедения РАН, Государственного музея изобразительных искусств им. А.С.Пушкина и других ведущих организаций)[21][22].;
- Реставрация фильмов Александра Сокурова[23].

## Предпринимательская деятельность
В 2010 году Алексей Неймышев учредил компанию по производству мультимедийных решений «Neymaxx Multimedia». К началу 2024 года «Neymaxx Multimedia» и фонд «Александр» сняли фильмы «Динамо Ленинград», «Река Памяти», «Л@бутены в галошах, или Недетский стартап», «Жених для бабушки», «Donum». В работе находятся картины «Эрнест», «Дебора Турбевилль — моя русская душа» и «Эфир», также компания является партнёром киностудии «Олимп» при создании фильма «Жига».
В 2023 году предприниматель получил знак признания «Свои Люди», которым отмечают выдающихся людей за развитие бизнеса в Санкт-Петербурге и России.

## Личная жизнь
Женат на внучатой племяннице египетского актёра, двукратного обладателя премии Золотой глобус, Омара Шарифа, воспитывает двоих детей.

## Фильмография

### Актёр
1. 2003 — «Отец и сын» — Алексей
2. 2007 — «Александра» — офицер
3. 2011 — «Фауст» — студент
4. 2019 — «Элизиум» — главная роль

### Продюсер
1. 2012 — «1812» (Режиссёр: Элла Омельченко)
2. 2013 — «Военные темы в фильмах Александра Сокурова»(Режиссёр: Алексей Янковский)
3. 2013 — «И ничего больше» («Союзники»)(Режиссёр: Александр Сокуров)[К 1]
4. 2013 — «Романс о Елизавете»(Режиссёр: Элла Омельченко)
5. 2018 — «Сталинград. Мы еще живы или нет?»(Режиссёр: Алексей Янковский)
6. 2019 — «Rose»(Режиссёр: Гия Кереселидзе)
7. 2019 — «Элизиум»(Режиссёр: Гия Кереселидзе)
8. 2020 — «Крыша» (Режиссёр: Александр Разбаш)
9. 2021 — «Река памяти» (Режиссёр: Александр Удальцов)
10. 2022 — «Л@бутены в галошах или недетский стартап» (Режиссёр: Александр Разбаш)
11. 2022 — «Жених для бабушки»(Режиссёр: Александр Разбаш)
12. 2022 — «Динамо Ленинград» (Режиссёр: Борис Самохвалов)
13. 2022 — «DONUM» (Режиссёр: Анастасия Петрочук)
14. 2024 — «Les rêves» («Мечты») (Режиссёр: Мария Баева)
15. 2025 — «Жига. На полной скорости» (Режиссёр: Наталия Ахметова-Калёнова )

### Режиссёр
1. 2019 — «Павловск»
2. 2024 — «Эрнест»
3. 2025 — «Эфир»

## Награды и достижения
- Приз творческой поддержки имени Николая Овсянникова за лучший дебют — XI Международный кинофестиваль «Фестиваль Фестивалей»(2003)[28] [29].